# Koncentrační tábor Lety
Tábor Lety byl trestní pracovní tábor a později také sběrný tábor během druhé světové války, zřízený na okraji obce Lety v dnešním okrese Písek. Oficiální označení tábora se v závislosti na jeho funkci měnila. Tábor v Letech byl založen 8. srpna 1940 jako kárný pracovní tábor pro odsouzené vězně, tedy muže starší 18 let. Od 9. března 1942 bylo místo transformováno na tzv. sběrný tábor, jehož účelem byla tzv. preventivní policejní vazba (tuto funkci plnilo např. i místo v Auschwitz I.) Od srpna 1942 bylo místo v Letech u Písku přejmenováno na tzv. Cikánský tábor Lety I  a zcela radikálně se změnila jeho nápň i složení internovaných osob. V souladu s říšskými zákony byli ve velkých skupinách, na vozech i pěšky, za doprovodu četníků i samostatně na rozkaz úřadů internováni do tábora čeští Romové a Sintové, již byli považovaní protektorátními úřady za Cikány. Jednalo se o otevřenou rasovou politiku namířenou proti Romům. Ti byli v táboře drženi za nelidských podmínek a většinou zde nebo později v jiných koncentračních táborech zahynuli. Do vyhlazovacího tábora v Osvětimi bylo deportováno celkem 420 letských vězňů. Tábor měl českou posádku i velení, byl po celou dobu své existence provozován protektorátními úřady a čeští četníci také sepisovali „Cikány, cikánské míšence a osoby žijící po cikánsku“, zadržovali je a dopravovali do tábora. Velkou část obětí zahynulých v táboře tvořily děti, které jsou pohřbené na hřbitově v sousedních Mirovicích a v provizorně vytvořeném pohřebišti poblíž tábora, jen pár desítek centimentrů pod zemí. V letech 2018 - 2019 byl na místech pohřebiště a tábora proveden archeologický výzkum.   
Na části území a v okolí bývalého tábora byl v 70. letech 20. století vybudován zemědělský podnik – velkokapacitní vepřín. V 90. letech 20. století byl u vepřína zřízen památník. Od té doby se také datují snahy vepřín odstranit a na jeho místě vybudovat památník obětem tábora. V srpnu 2017 vláda rozhodla o odkupu vepřína od jeho vlastníka, jeho následné demolici a vybudování památníku. Demolice budov vepřína financovaná státem začala 22. července 2022 a náklady na ní by neměly přesáhnout 110 milionů korun. Výstavba památníku spravovaného Muzeem romské kultury byla částečně financovaná z Norských fondů.

## Historie

### Pracovní tábor
Nařízení vlády č.72/1939 "o kárných pracovních táborech" schválila československá vláda 2. března 1939, tedy dva týdny před německou okupací Československa a před zřízením Protektorátu Čechy a Morava. Tábor v Letech vznikl nařízením ministra vnitra protektorátní vlády Josefa Ježka ze dne 15. července 1940, které bylo vydáno na základě vládního nařízení č. 72. Stavba začala 17. července a 27. července dal ke zřízení tábora dodatečné svolení říšský protektor Konstantin von Neurath. Později k Letům přibyl tábor v Hodoníně (u Kunštátu).
Tábory podléhaly kriminálním ústřednám v Praze a v Brně, velitelem Letů byl jmenován četník Josef Janovský, personál sestával z českých četníků a úředníků a z dozorců rekrutovaných z přilehlých obcí, kteří práci v táboře dostali rozkazem. Vězni do tábora přicházeli z výkonu trestu, podle § 4 také lidé bez prokazatelného příjmu či zaměstnání. Pracovali na dopravních stavbách, na polích a v lese. Do konce roku 1940 prošlo táborem 233 osob. V roce 1941 fungoval tábor bez větších změn. Do tábora bylo přivezeno 537 osob, z nichž bylo pouze 45 romského původu.

### Cikánský tábor

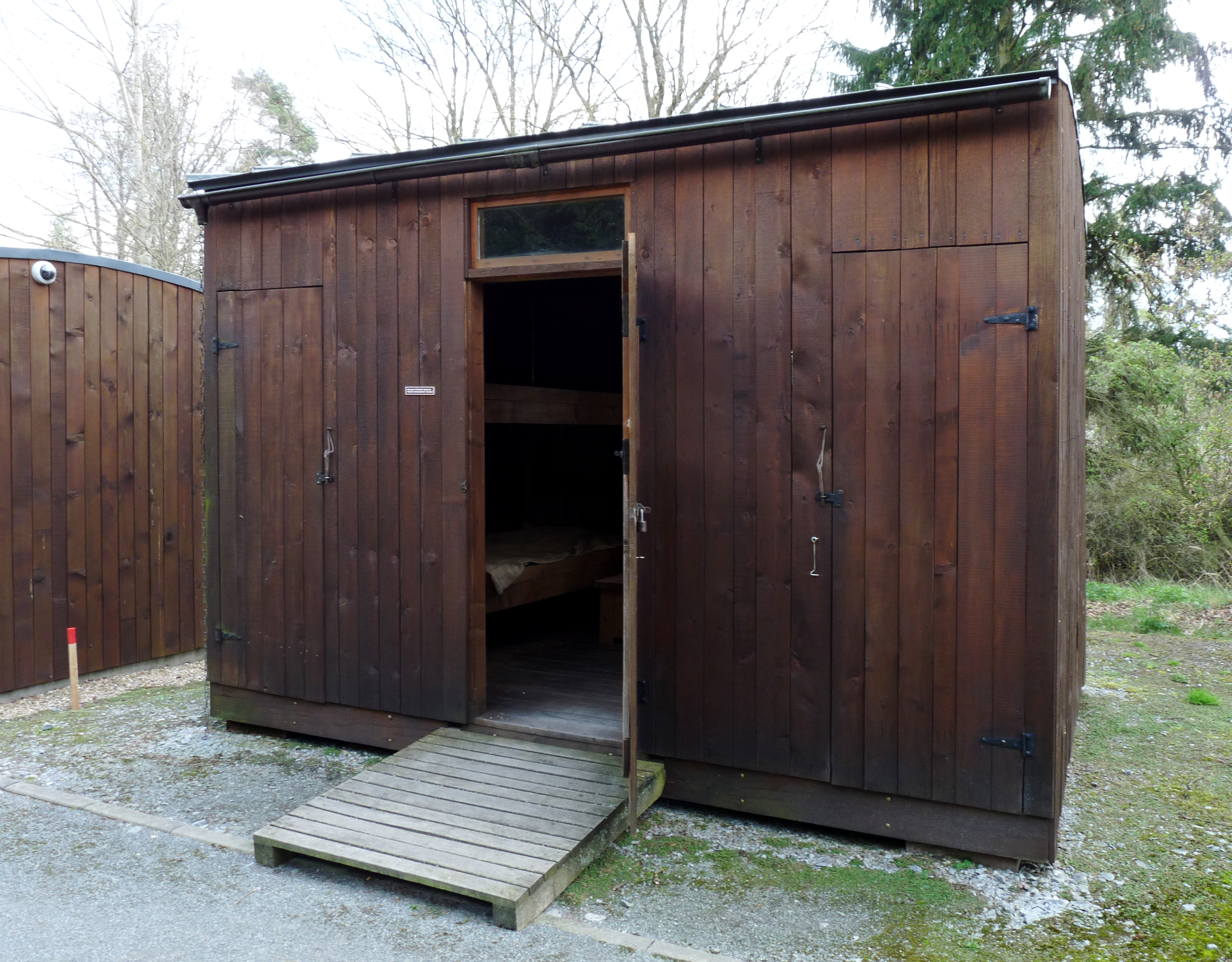
Jedna z obytných buněk bývalého tábora

24. června 1942 nařídil protektorátní ministr vnitra Richard Bienert provedení soupisu českých a moravských Cikánů (na základě soupisu potulných cikánů, provedeného již mezi 1. červencem 1928 a 15. srpnem 1929) a jejich deportaci do táborů v Letech a Hodoníně. Soupis a deportace proběhly počátkem srpna 1942 (změna na cikánský tábor od 2. srpna 1942). Zaměření tábora se tedy změnilo, ze 113 vězňů evidovaných v červenci 1942 v táboře zůstalo 20 vězňů, převážně romských mužů, kteří se okamžitě stali vězni cikánského tábora, aby byli nápomocni při rekonstrukci tábora pro nově příchozí z deportací.
V prosinci 1942 rozhodla berlínská vláda postavit Cikány na stejnou úroveň s Židy a 16. prosince 1942 Heinrich Himmler nařídil jejich deportaci do vyhlazovacího tábora Osvětim-Březinka. Prvních 94 dospělých bylo deportováno do Osvětimi již 3. prosince, další deportace zdržela tyfová epidemie. Na zásah Jiřího Letova z protektorátního ministerstva vnitra a německých policejních orgánů byl Josef Janovský pro neudržitelnost poměrů v táboře odvolán a nahrazen Štefanem Blahynkou z tábora v Hodoníně. Mikrobiolog František Patočka ve svých poválečných vzpomínkách napsal: „Přede mnou se odkryl obraz, který co do hrůzy překonal všechny mé nejstrašnější představy o pekle.“ Následuje popis dětských obětí skvrnitého tyfu, hladovění a nedostatku vody a oblečení.
Další deportace do Osvětimi-Březinky proběhly v březnu až květnu 1943, kde byla většina deportovaných v noci z 2. na 3. srpna 1944 povražděna. Zbylých asi 200 osob bylo z Letů propuštěno či přemístěno do jiných zařízení. 6. srpna 1943 byl tábor Lety oficiálně uzavřen. Z internovaných osob v Letech přežilo asi 300 osob.
Internací v Letech prošlo celkem 1 309 registrovaných osob, dalších více než 1300 osob prošlo táborem v Hodoníně u Kunštátu. V Letech zemřelo nejméně 326 osob, v Hodoníně 194, z toho část v důsledku tyfové epidemie. Ze 30 v táboře narozených dětí nepřežilo žádné.

### Po válce

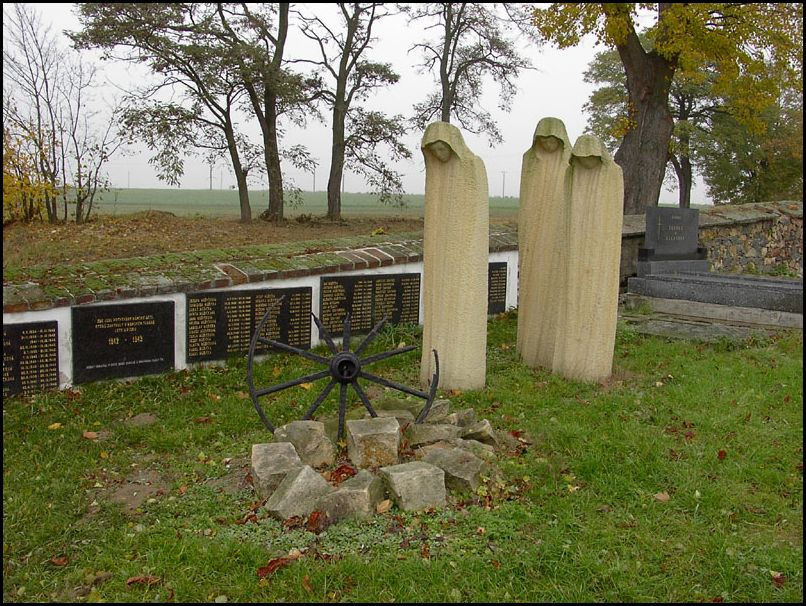
Památník v Mirovicích, kde je pochována část zemřelých z tábora v Letech

Bezprostředně po válce se Lety staly předmětem několika trestních řízení, jejichž výsledkem bylo potrestání nejsurovějšího dozorce Josefa Luňáčka důtkou, ostatní jako Josef Hejduk a další byli osvobozeni aniž by se kauza dostala před soud. I přesto, že přeživší a jejich rodiny udržovali památku na své blízké a individuálně docházeli na tato místa, tragédie Romů a Sinti byla postupně českou společností zapomenuta. V 70. letech 20. století byla v těsném sousedství a na části bývalého tábora zřízena velkovýkrmna vepřů, několikrát větší než byl tábor, přičemž pozemek velkovýkrmny zahrnuje většinu bývalého tábora a její budovy stojí na jeho menší části. Byť o existenci tábora a jeho romských vězních napsal několik publikací historik Ctibor Nečas už v 70. letech 20. století, široké veřejnosti ho s jistým nádechem senzace představil americký genealog Paul Polansky a na jistou dobu tím vyvolal bouřlivou diskusi, jejímž výsledkem bylo odhalení památníku v Letech za účasti prezidenta Václava Havla dne 13. května 1995 a vyplacení malého odškodného dosud žijícím obětem.
V roce 1997 vydalo nakladatelství G+G historii tábora A nikdo vám nebude věřit od německého historika Markuse Papeho a v roce 1998 knihu rozhovorů se svědky a přeživšími Tíživé mlčení od Paula Polanskyho. V české interpretaci byla historie tohoto tábora reprezentovaná především historikem Ctiborem Nečasem.

## Archeologický průzkum
Na květen 2018 byl ohlášen dvouměsíční archeologický průzkum areálu v hodnotě asi 1,5 milionu korun. V září 2019 proběhl archeologický průzkum v místě předpokládaného pohřebiště obětí tábora poblíž stávajícího památníku. Podle písemných pramenů bylo namístě pochováno 120 lidí z toho nejméně 70 dětí a to jak v individuálních tak v masových hrobech. Kvůli závlahovému systému vybudovanému v 90. letech, nebylo možné hroby lokalizovat pomocí geofyzikálního průzkumu. Archeologové odkryli hrob novorozence a ženy mladší 40 let z pietních důvodů nebyla provedena exhumace ostatků. Průzkum také ukázal, že trosky tábora byly viditelné ještě v 70. letech při stavbě vepřína, poté byly překryté navážkami.

## Památník

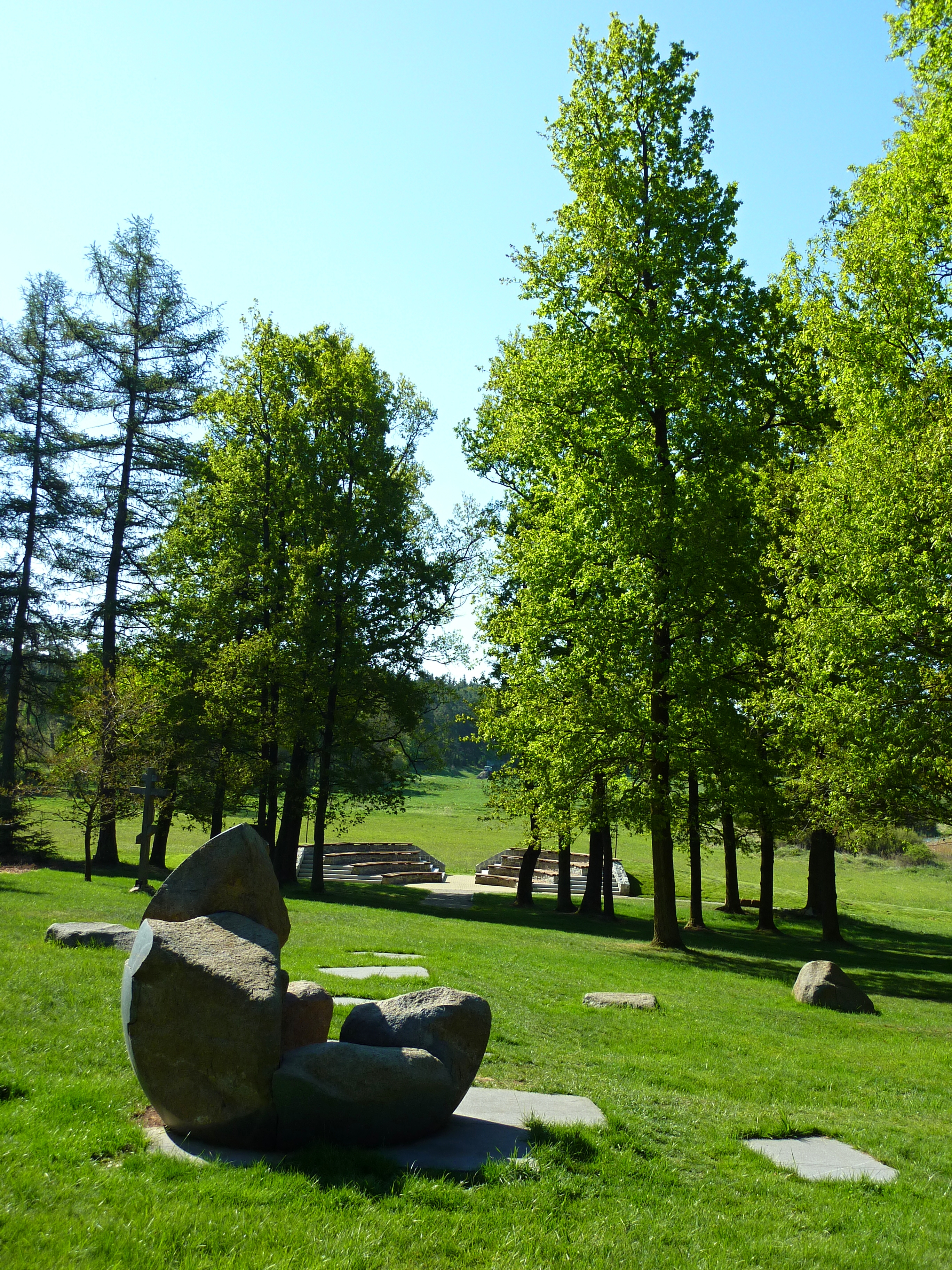
Památník na místě masového hrobu poblíž tábora, jehož autorem je Zdenek Hůla

V polovině devadesátých let přislíbila vláda zbourání velkovýkrmny, která patřila písecké firmě Agpi, a. s., a obnovu tábora coby pietního místa. Odkup vepřína byl realizován až v roce 2018. Památník byl v roce 1998 prohlášen kulturní památkou. Předmětem ochrany je hřbitov cikánský s památníkem.
V roce 2009 převzal správu památníku Památník Lidice. V roce 2010 byla provedena rekonstrukce a rozšíření památníku v hodnotě 9,685 mil. Kč. Byly vybudovány přístupové cesty, parkoviště pro autobusy a osobní vozy, lavičky, infotabule a dřevěné boudy dle původní technické fotodokumentace, ve kterých je umístěna stálá expozice. Expozici navštíví ročně asi 10 tis. návštěvníků.
V červenci 2013 vyzval Výbor OSN pro lidská práva Českou republiku, aby uzavřela vepřín, který se v 70. letech postavil na místě bývalého sběrného tábora pro Romy.
V srpnu 2013 protestoval Výbor pro odškodnění romského holocaustu proti správcovství Památníku Lidice na pietním místě v Letech u Písku a proti zkreslování historických skutečností prostřednictvím textů, které jsou součástí naučné stezky a celé expozice.
V srpnu 2017 vláda rozhodla o odkupu vepřína za částku 450 milionů Kč od jeho vlastníka, jeho následné demolici, archeologickém výzkumu prostoru a úpravě areálu včetně vybudování památníku s pamětní síní. V říjnu 2017 oznámila, že se na odkupu dohodla, 23. listopadu 2017 podepsali zástupci firmy Agpi smlouvu o odkoupení vepřína s ředitelkou Muzea romské kultury Janou Horváthovou. Smlouva měla nabýt účinnosti 15. února 2018.
V roce 2017 provedla katedra archeologie Západočeské univerzity v Plzni archeologický průzkum s určením polohy tábora. Průzkum odhalil pod úrovní současného terénu původní povrch, základy jednotlivých budov i zbytky oděvů a předmětů patřících vězňům. Archeologové také zjistili, že tábor byl umístěn poněkud západněji, než se původně předpokládalo. Z větší části je na území vepřína, pod vlastní haly zasahuje okrajově, zhruba z jedné čtvrtiny.
Muzeum romské kultury otevřelo v roce 2018 na obecním úřadě v Letech informační centrum připomínající romskou genocidu v Protektorátu Čechy a Morava. Počátkem dubna téhož roku převzalo státem vykoupený areál vepřína, jehož demolice byla zamýšlena ještě do konce roku 2018 s tím, že by na jeho místě měl být vystavěn památník. Norská velvyslankyně Siri Ellen Sletnerová v polovině dubna uvedla, že Norsko by mělo přispět na stavbu částkou 1 milionu eur, v přepočtu asi 25 milionů korun. Náměstek ministra kultury René Schreier před koncem dubna uvedl, že ministerstvo kultury z vládní rozpočtové rezervy zaplatí 117 milionů korun nutných na demolici vepřína včetně odstranění ekologické zátěže, na samotném budování památníku by se pak už stát finančně podílet neměl.
V roce 2024 byl na místě po demolici vepřína postaven nový památník se stálou expozicí. Slavnostní otevření památníku proběhlo 23. dubna 2024 za účasti prezidenta Petra Pavla a dalších ústavních činitelů. Veřejnosti byl památník otevřen 12. května 2024.

## Citace
- „Češi mají velký památník v Lidicích pro jejich mrtvé z války. To je proto, že chtějí mít památník proti Němcům. Ale my nemáme žádný náš památník, protože nás nezabíjeli Němci. Nás zabíjeli Češi.“ – Eduard Čermák, syn vězňů, kteří přežili Lety, v knize Tíživé mlčení
- „Objevil jsem také několik kartoték úmrtních listů, byly jich tisíce. Trvalo mi dva dny, než jsem je prohlédl. Podle těchto záznamů zemřelo na tyfus jen osm lidí. Pro některá úmrtí byly uvedeny absurdní důvody jako: ‚Uchechtal se k smrti‘, ‚Umřel, protože neuměl číst ani psát‘, ‚Byl tak opilý, že nemohl žít‘.“ – Paul Polansky v knize Tíživé mlčení[36]